# Mafube
Mafube – gmina w Republice Południowej Afryki, w prowincji Wolne Państwo, w dystrykcie Fezile Dabi. Siedzibą administracyjną gminy jest Frankfort.